# I liga 1954-1955 (pallacanestro maschile)
La I liga 1954-1955 è stata la 21ª edizione del massimo campionato polacco di pallacanestro maschile. La vittoria finale è stata ad appannaggio del Lech Poznań.

## Risultati

### Stagione regolare
|     | Squadra          | G  | V  | P  | PF   | PS   | Pt. | Qualificazione        |
| --- | ---------------- | -- | -- | -- | ---- | ---- | --- | --------------------- |
| 1.  | Lech Poznań      | 18 | 15 | 3  | 1221 | 965  | 33  |                       |
| 2.  | Legia Varsavia   | 18 | 15 | 3  | 1161 | 985  | 33  |                       |
| 3.  | AZS Varsavia     | 18 | 13 | 5  | 1173 | 1052 | 31  |                       |
| 4.  | Wisła Cracovia   | 18 | 10 | 8  | 1048 | 980  | 28  |                       |
| 5.  | Spójnia Danzica  | 18 | 9  | 9  | 1102 | 1160 | 27  |                       |
| 6.  | ŁKS Łódź         | 18 | 8  | 10 | 1093 | 1089 | 26  |                       |
| 7.  | Polonia Varsavia | 18 | 7  | 11 | 1143 | 1160 | 25  |                       |
| 8.  | AZS Toruń        | 18 | 5  | 13 | 1215 | 1348 | 23  |                       |
| 9.  | Warta Poznań     | 18 | 5  | 13 | 976  | 1208 | 23  | retrocesse in II liga |
| 10. | Spójnia Cracovia | 18 | 3  | 15 | 1130 | 1309 | 21  | retrocesse in II liga |

| I liga 1954-1955      |
| --------------------- |
| Lech Poznań 6º titolo |

## Formazione vincitrice
| N° | Naz.               | Ruolo | Sportivo               |  | Alt. |  |
| -- | ------------------ | ----- | ---------------------- |  | ---- |  |
|    | Polonia (bandiera) |       | Zb. Bernard            |  |      |  |
|    | Polonia (bandiera) |       | Henryk Beyer           |  |      |  |
|    | Polonia (bandiera) |       | Zdzisław Blewąska      |  |      |  |
|    | Polonia (bandiera) |       | B. Dembiński           |  |      |  |
|    | Polonia (bandiera) | G     | Mieczysław Fęglerski   |  | 189  |  |
|    | Polonia (bandiera) |       | M. Grenda              |  |      |  |
|    | Polonia (bandiera) |       | Wiktor Haglauer        |  |      |  |
|    | Polonia (bandiera) |       | T. Kłos                |  |      |  |
|    | Polonia (bandiera) |       | Aleksander Lewandowski |  |      |  |
|    | Polonia (bandiera) |       | Włodzimierz Pudelewicz |  |      |  |
|    | Polonia (bandiera) | G     | Dariusz Świerczewski   |  | 182  |  |
|    | Polonia (bandiera) |       | Zdzisław Tomczak       |  |      |  |
|    | Polonia (bandiera) | All.  | Janusz Patrzykont      |  |      |  |